# Diablo II: Resurrected
Diablo II: Resurrected — компьютерная игра в жанре Action/RPG, разработанная компаниями Blizzard Entertainment и Vicarious Visions. Представляет собой обновлённую версию (ремастер) игры Diablo II и её дополнения Lord of Destruction. Релиз игры состоялся 23 сентября 2021 года для Windows, PlayStation 4, PlayStation 5, Xbox One, Xbox Series X/S и Nintendo Switch.

## Игровой процесс
Игровой процесс не претерпел существенных изменений — так же, как и сюжет. Игра сохранила ту же структуру уровней, что и в оригинальной игре: основным отличием стала обновлённая графика — старые 2D-спрайты заменены на полноценные 3D-модели с поддержкой разрешений вплоть до 4K Ultra HD. При этом в игре имеется возможность в реальном времени переключаться на «классический режим» отображения. Официальный анонс игры состоялся 20 февраля 2021 года на онлайн-выставке BlizzConline. Помимо улучшенной графики студия Vicarious Visions добавила несколько новых функций для более удобного игрового процесса, среди которых переработанный интерфейс, интеграция с учётной записью Battle.net, синхронизация инвентаря и прогресса персонажей на всех поддерживаемых платформах, расширенный тайник и т. д.

## Разработка
Во время интервью с бывшими разработчиками Diablo II в 2019 году вскрылся примечательный курьёз, случившийся на заключительном этапе разработки игры: незадолго до выхода Diablo II команда лишилась значительной части кода и исходных игровых ассетов (включая исходные 3D-модели, впоследствии преобразованные в 2D-спрайты) из-за сбоя в системе резервного копирования. Так или иначе им удалось восстановить большую часть рабочего материала игры и собрать работоспособную версию. Не последнюю очередь в этом сыграли копии, сохранившиеся на домашних компьютерах сотрудников Blizzard North. Однако разработчики усомнились в перспективах ремастера Diablo II из-за утраты значительного количества исходного материала, ведь для этого бы потребовалось заново отрисовывать материалы с черновиков и набросков.
Тем не менее, 20 февраля 2021 года состоялся анонс такого ремастера под названием Diablo II: Resurrected. Как пояснили глава серии Diablo Род Фергюссон и главный дизайнер Роб Галлерани, проблема потери исходных материалов была преувеличена: часть из них, включая некоторые 3D-модели была найдена в рассылках Blizzard для промо-кампаний, к тому же в связи с переносом игры на 3D-движок большинство ассетов и так будет перерисовано, но самое главное — исходный код уцелел практически полностью.
Таким образом, повторная отрисовка не стала невыполнимой задачей. Фергюссон также дал комментарий насчёт синематики: «Поскольку с нами те же люди, которые работали над синематикой, мы можем восстановить изначальный замысел. Что они покажут теперь, с более современными инструментами?».

## Оценки игры
| Сводный рейтинг       | Сводный рейтинг                              |
| Агрегатор             | Оценка                                       |
| --------------------- | -------------------------------------------- |
| Metacritic            | PC: 79/100 PS5: 82/100 Xbox Series X: 79/100 |
| Иноязычные издания    |                                              |
| Издание               | Оценка                                       |
| Game Informer         | 8,75/10                                      |
| GameSpot              | 6/10                                         |
| IGN                   | 7/10                                         |
| PCGamesN              | 8/10                                         |
| PC Gamer (US)         | 80 %                                         |
| Русскоязычные издания |                                              |
| Издание               | Оценка                                       |
| StopGame.ru           | «Изумительно»                                |
| «Игромания»           | [ 14 ]                                       |

Diablo II: Resurrected получила преимущественно положительные рецензии критиков, согласно агрегатору рецензий Metacritic — средневзвешенная оценка составила 79 из 100 для версии на персональных компьютерах, 79/100 для версии на Xbox Series X, а для версии на PS5 — 82 из 100 (по состоянию на 8 октября 2021 года). Российское издание «Игромания» поставило игре пять звёзд из пяти и позже, подводя итоги года, поставило игру на 1-е место в номинации «Переиздание года».